# Familia Pavlović

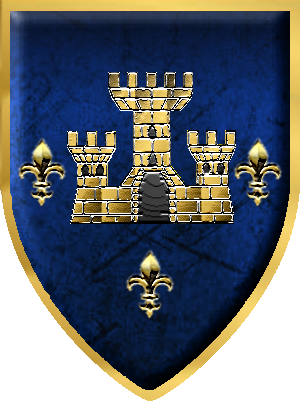
Stema familiei Pavlović

Familia Pavlović, cunoscută și ca Radinović, Radenović [a] sau Radinović-Pavlović, ai cărei strămoși Jablanići au fost numiți după numele moșiei familiei lor de la Jablan grad (Mezgraja, Ugljevik), a fost o familie bosniacă medievală, care avea posesiuni feudale întinse de la râul Drina Mijlocie și Superioară din părțile estice ale Bosniei medievale până în regiunile sud-sud-estice ale teritoriului bosniac din Hum și Konavle de pe coasta adriatică. Reședința oficială a familiei era castelul Borač și ulterior castelul Pavlovac, deasupra defileului râului Prača, între actualele localități Prača, Rogatica și Goražde din Bosnia și Herțegovina.

## Istorie
Radin[a] Jablanić a fost un stăpân feudal local al văii râului Krivaja și al regiunii Prača și tatăl fondatorului familiei, Pavle Radenović, care a stăpânit un teritoriu întins din părțile de est și de sud până în părțile de sud-est ale Regatului Bosniei, de la sfârșitul secolului al XIV-lea până la moartea sa în 1415.
Pavle Radinović a complotat împotriva regelui de atunci al Bosniei, Ostoja, și a marelui duce Sandalj Hranić, ceea ce a dus la asasinarea lui de către Sandalj la Kraljeva Sutjeska în 1415. El a fost înmormântat undeva în regiunea Vrhbosna; se presupune că ar fi fost înmormântat la periferia actualului oraș Sarajevo, între suburbia Dobrinja și satul Tilava, în zona numită „Pavlovac”.
Cel mai de seamă membru al familiei a fost marele duce al Bosniei Radislav[a] Pavlović, fiul lui Pavle.

## Reședința familiei

### Castelul Borač
Familia Radinović-Pavlović a guvernat teritoriile pe care le stăpânea din castelul Borač-Pavlovac. Este vorba de fapt de două castele, construite pe parcursul a câtorva decenii (două generații) și la câțiva kilometri distanță unul de celălalt. Ele sunt cunoscute simplu ca Vechiul Borač și Noul Borač sau Pavlovac.

### Castelul Pavlovac
Noul castel Borač este cunoscut în prezent ca Pavlovac și a fost denumit, de asemenea, Novi Grad („Orașul nou”). Datarea exactă a construirii sale creează încă probleme, dar unele hărți medievale sugerează anul 1392 sau sfârșitul secolului al XIV-lea ca moment al construcției sale, în timpul stăpânirii lui Radislav Pavlović.

### Vechiul castel Borač
Cu toate acestea, istoricii sunt siguri că a mai existat o altă fortăreață a familiei Radinović-Pavlović, un castel Borač mai vechi, care a fost construit în jurul anului 1244 și era situat la doar câțiva kilometri în aval pe malul râului Prača, în apropierea satului Mesići, între satele Borač și Brčigovo.

## Posesiuni

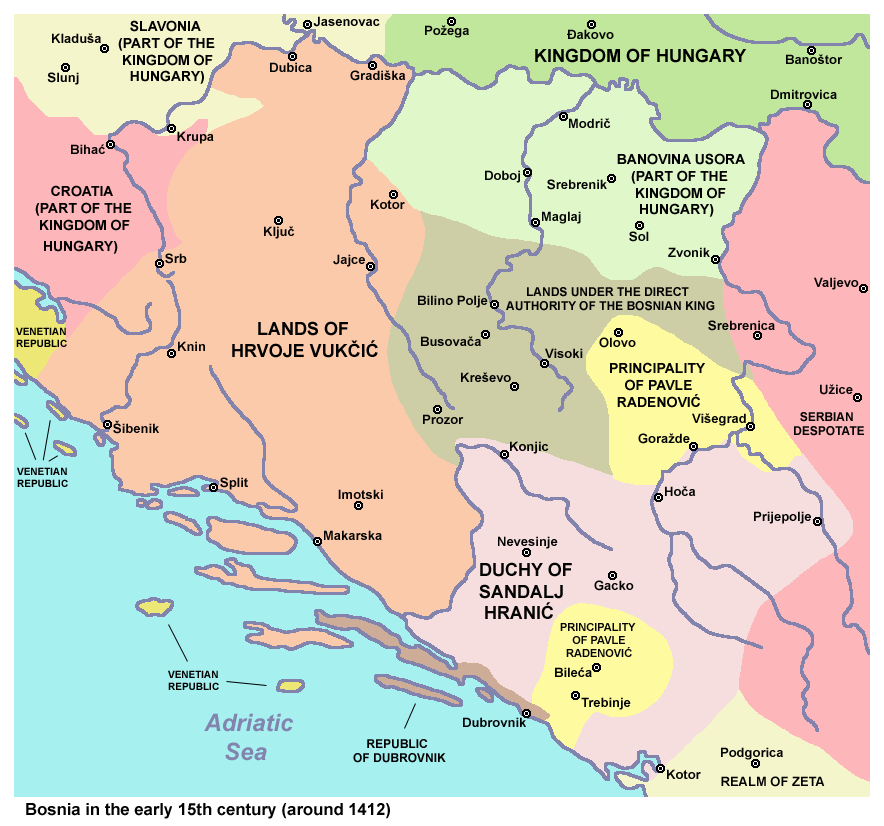
Principatul lui Pavle Radenović la începutul secolului al XV-lea

Proprietăți, moșii și castele ale familiei Radinović-Pavlović:
| Borač                  |  | Popovo Polje, parțial |  | Konavle, parțial |
| Goražde                |  | Bileća                |  | Cavtat           |
| Valea Krivaja, parțial |  | Vrhbosna, parțial     |  | Žepa             |
| Nišići                 |  | Trebinje              |  | Ustikolina       |
| Olovo                  |  | Srednje               |  | Sokolac          |
| Prača                  |  | Romanija              |  | Višegrad         |
| Rogatica               |  |                       |  |                  |

## Arbore genealogic
- Radin Jablanić (-1391), stăpân feudal minor (Vlasteličić)
  - Pavle Radinović (fondator) (1391-1415), cneaz (Knez) și duce (Vojvoda)[1]
    - Petar I Pavlović (1415-1420), duce (Vojvoda)
    - Radislav Pavlović (1420-1441), marele duce al Bosniei (din 1441), cneaz (Knez) și duce (Vojvoda)
      - Ivaniš Pavlović (1441–1450), duce (Vojvoda)
      - Petar al II-lea Pavlović (1450–1463), duce (Vojvoda)
      - Nikola Pavlović (1450–1463), cneaz (Knez)

## Religie
În cursul secolului al XIV-lea și la începutul secolului al XV-lea, când familia Pavlović stăpânea părțile centrale și estice ale Banatului Bosniei și apoi ale Regatului Bosniei, toți nobilii erau obligați să-și exprime loialitatea față de monarh, regat și Biserica Bosniacă. În consecință, toți membrii familiei Pavlović au fost în cursul secolului al XIV-lea și începutul secolului al XV-lea membri ai acestei religii, cu excepția lui Ivaniš Pavlović, care a făcut parte pentru o scurtă perioadă din Biserica Catolică. Așadar, se știe sigur că cneazul Pavle Radinović, fiii săi, ducele Petar și cneazul și marele duce Radislav Pavlović, precum și fiii lui Radislav, ducele Ivaniš, prințul Nikola și cneazul Petar Pavlović au fost membri ai Bisericii Bosniace.
Membrii și conducătorii Bisericii Bosniace au avut un rol și o influență importantă la curtea familiei Pavlović în cursul timpului, mai întâi la curtea cneazului Pavle Radinović, iar apoi la curtea marelui duce al Bosniei, Radislav Pavlović, precum și la curtea fratelui său, Petar. Această situație a continuat în timpul stăpânirii fiilor lui Radislav, ducele Ivaniš Pavlović, prințul Nikola și cneazul Petar. De fapt, marele duce al Bosniei, Radislav Pavlović, a fost cel care a extins semnificativ rolul și influența conducătorilor krstjani ai Bisericii Bosniace în treburile de stat. Documentele istorice au evidențiat prezența frecventă a membrilor influenți ai Bisericii Bosniace de fiecare dată când era nevoie de mediere în relațiile politice și economice stabilite între magnații Bosniei sau între conducătorii Bosniei și ai statelor vecine (mai ales ai Republicii Ragusa). Au existat numeroase medieri între magnații bosniaci și conducătorii Republicii Ragusa, ca de exemplu în negocierile de vânzare a porțiunii domeniului Konavale a lui Radislav Pavlović către Ragusa și în negocierile de pace care au pus capăt Războiului de la Konavle.

## Stema
Subiectul principal al cărții Rodoslovne tablice i grbovi srpskih dinastija i vlastele (1987), scrisă de un grup de autori sârbi, în care a fost cercetată, printre altele, stema familiei Radinović-Pavlović, este heraldica de origine iliră, cum ar fi heraldica Fojnica și Ohmućević. Elementele heraldice ilire sunt reprezentate în mod semnificativă pe stemele familiilor medievale.
Cu toate acestea, potrivit acestor autori, stema familiei conține un oraș fortificat, cu trei turnuri, atât pe scut, cât și pe creastă. Au fost adăugate ulterior pe scut, potrivit heraldicii Ohmućević, trei fleur-de-lis aurii, dar această interpretare nu este în conformitate cu sfragistica, iar prezența acestor ornamente este probabil decorativă. Familia Pavlović a lăsat șase sigilii, care au toate același simbol heraldic, un turn sau un oraș fortificat. Cea mai veche stemă este cea a lui Pavle, datată din 1397, care conține un oraș fortificat cu un singur turn. Pe sigiliile fiului său, Radoslav, unul are un turn (1432), iar celelalte trei turnuri (1437), în timp ce fiul lui Radoslav Ivaniš are trei turnuri. Fortificația este inspirată cel mai probabil de cetățile de pe sigiliile Ragusei (azi Dubrovnik). Acest sigiliu a fost utilizat probabil ca stemă a familiei, în ciuda faptului că nu există o stemă completă cu scut, cască și creastă.
În cadrul aceluiași subiect, alți autori, precum Ćiro Truhelka în 1914 și mai recent Nada Grujić și Danko Zelić în 2010 și Amer Sulejmanagić în 2012, au perspective diferite și au ajuns la concluzii diferite. În primul rând, existența stemei (scut, cască și creastă), creată de Ratko Ivančić în 1427 și încă vizibilă în palatul familiei din Dubrovnik, nu este un element contestat. Astfel, potrivit arheologului croat Ćiro Truhelka (1865-1942) și studiului său „Osvrt na sredovječne kulturne spomenike Bosne” (1914), heraldica iliră, în conformitate cu „mesajul său ideologic-propagandistic”, folosea culoarea roșie pe stemă, în timp ce stema lui Radoslav Pavlović din Ragusa folosea culoarea ultramarin. Pe aceeași linie, Nada Grujić și Danko Zelić afirmă, într-un studiu publicat în 2010, că stema lui Radislav Pavlović era acoperită cu aur și lapis lazuli. Stema lui Radoslav Pavlović de la palatul său din Ragusa a fost realizată de Ratko Ivančić în 1427, având dimensiunile 1,28x1,28 m.
Pe două stećci din Boljuni, lângă Stolac, există gravuri ale unui castel cu trei turnuri, despre care istoricul medievist Šefik Bešlagić credea că aparținea membrilor familiei Pavlović. Pe de altă parte, există presupunerea că necropola din satul Pavlovac al suburbiei Kasindo a orașului Sarajevo aparținea familiei Pavlović, problema locului de înmormântare al familiei rămânând nesoluționată.

## Notă explicativă
1. ^ Nume: Numele său este uneori scris Radenović (în sârbă Раденовић) și alteori Radinović, care este un patronim de la numele tatălui său, Raden sau Radin (Jablanić). Același lucru este valabil și pentru fiul său Radoslav sau Radislav (Pavlović). Autori diferiți folosesc o ortografie diferită: astfel, autorii din Bosnia și Herțegovina și Croația folosesc în majoritatea cazurilor varianta Radin-Radinović-Radislav a acestor nume, cum este cazul, de exemplu, al unuia dintre cei mai importanți istorici medievaliști bosniaci Marko Vego,[14] al cărții Veliki vojvoda bosanski Sandalj Hranić Kosača a lui Esad Kurtović[15] care la referința 60 de la pagina 23 menționează carta medievală a lui Radinović („Primjera radi, knez Pavle Radinović naveden je ispravno: „knezj Pavalj Radinović jzj bratiomj”; „Comes Paulus Radinović cum fratribus”, Šurmin, Hrvatski spomenici, 97; Klaić, Povelja, 61.”); în schimb, autorii din Serbia, precum Jovan Radonić, folosesc varianta Raden-Radenović-Radoslav, iar uneori varianta Radosav. Autorii din afara spațiului lingvistic al limbii sârbocroate folosesc oricare din aceste variante într-un mod nediscriminatoriu; astfel, John Fine folosește forma Paul (Pavle) Radenović,[16] în timp ce, de exemplu, Heinrich Renner scrie Paul Radinović în cartea Durch Bosnien und die Herzegovina kreuz und quer (p. 129).[17]

## Legături externe
- U opštini Istočno Novo Sarajevo uništavaju stećke da bi se izgradio hotel / Primăria comunei Istočno Novo Sarajevo distruge pietrele de mormânt stećak pentru a construi un hotel (video)
- Fotografii ale modului în care a fost strămutată moștenirea cultural-istorică pe teritoriul comunei Istočno Novo Sarajevo - părțile 1-6.